# Мдивани, Андрей Юрьевич
Андре́й Ю́рьевич Мдива́ни (бел. Андрэ́й Ю́р'евіч Мдзіва́ні; 1 октября 1937, Тбилиси — 19 июля 2021, Минск) — советский и белорусский композитор, музыкальный педагог. Народный артист Беларуси (2013). Лауреат Государственной премии Белорусской ССР (1988), Республики Беларусь (1996) и специальной премии Президента Республики Беларусь в номинации «Музыкальное искусство» (2008). Профессор (1993). Член Союза композиторов Белорусской ССР, Белорусского союза музыкальных деятелей и Белорусского союза театральных деятелей.

## Биография
Родился 1 октября 1937 в Тбилиси, Грузинская ССР. Окончил Белорусскую государственную консерваторию им. А. В. Луначарского по классу композиции профессора А. В. Богатырёва (1969) и под его же руководством (совместно с Н. И. Пейко) ассистентуру-стажировку (1972).
Работал заведующим музыкальной частью в драматических театрах Смоленска (1961—1963), Дзержинска (1963), Кирова (1963). В 1964 году — концертмейстер педагогического училища в Смоленске. С 1969 года — преподаватель Минского музыкального училища и Белорусской консерватории. С 1972 года — заведующий музыкальной частью Театра имени Янки Купалы в Минске, с 1984 года — доцент, с 1993 года — профессор кафедры композиции Белорусской государственной академии музыки.
Жена — Татьяна Герасимовна Мдивани.
Ушел из жизни 19 июля 2021 года . Похоронен 21 июля на Восточном кладбище  г.Минска.

## Награды и звания
- Заслуженный деятель искусств Белорусской ССР (1982)
- Государственная премия Белорусской ССР (1988) за Пятую («Память земли») и Шестую («Полоцкие письмена») симфонии
- Государственная премия Республики Беларусь (1996) за балет «Страсти (Рогнеда)»
- Специальная премия Президента Республики Беларусь деятелям культуры и искусства в номинации «Музыкальное искусство» (2008)
- Народный артист Республики Беларусь (2013)

## Творчество
Творчество А. Мдивани посвящено воплощению философских идей, важнейших тем истории и современности, отражению национальной культурной проблематики. Является автором 11 симфоний, 2 мюзиклов, 2 опер, балета, хоровой, вокальной и инструментальной музыки. Симфонии «Память земли», «Полоцкие письмена», балет «Страсти (Рогнеда)» находятся в постоянном репертуаре Большого театра оперы и балета Республики Беларусь.

### Сочинения
- Сценические произведения: музыкальная комедия «Денис Давыдов» (в 2-х действиях, по пьесе В. Соловьёва, 1982, 1985), мюзикл «Месс Менд» (в 2-х актах, либретто В. Яконюка, 1987); оперы: «Маленький принц» (в 2-х актах, либретто В. Яконюка, 2004), «Переполох» (либретто Т. Мушинской, клавир), музыкально-сценическая драма «Рафаэль» (по мотивам произведения О. де Бальзака, либретто А. Дударева, 2012); балет «Страсти (Рогнеда)» (либретто В. Елизарьева, 1993), «Шагрень» (по мотивам произведения О. де Бальзака, партитура, 2008), вокально-хореографическая сюита «В честь 30-летия Великой Победы над фашизмом» (слова А. Русака, либретто С. Дречина, 1975).
- Вокально-инструментальные произведения: для хора и симфонического оркестра — кантаты «Белорусский край» (слова Якуба Коласа, 1969), «Мы помним вас, люди» (слова А. Луначарского, 1982); для солистов, хора и симфонического оркестра — оратория «Ванька-встанька» (по мотивам «Сказки о русской игрушке» Е. Евтушенко, 1972), для чтеца, солистов, хора и симфонического оркестра — оратория «Вольность» (по мотивам «Путешествия из Петербурга в Москву» А. Радищева, 1975).
- Оркестровые произведения: для симфонического оркестра — поэмы «Фрески» (1967), «Погребение Хатыни» (1970), «Диалект» (1974), «Праздничная поэма»(1978); симфонические картины: «Христова фреска», «Разрушение Полоцка», «Изгнание Рогнеды», «Шествие старцев», «Владимир» (1993), «Арахна» (1999); оркестровые пьесы: «Остинато» (1974), увертюра-фантазия «Праздник» (1984), «хореографическая» новелла «Теннис» (1985); для двух скрипок и оркестра — «Славянское каприччио» (1979), для трубы-пикколо и оркестра — «Здравица» (1980); симфонии: I (1969), II («Песни для оркестра», 1971), III («Симфония в стиле барокко», 1979), IV (Homo sapiens, 1983), для симфонического оркестра, хора и солистки — V («Память земли» ,1986) и VI («Полоцкие письмена», 1987), VII («Северные цветы», слова К. Бальмонта, Овидия, народные, из Библии), для оркестра и солиста — VIII («Путь земной», по мотивам произведения Данте, 1999), Симфония IX «Симфония-концерт для скрипки с оркестром» (2002), Симфония Х Хореографическая симфония «Шагрень» (по мотивам произведения О. де Бальзака, 2006), Симфония XI «Симфониетта» (2010), Симфония XII «Рафаэль»(2012); концерты: концерт-поэма для виолончели с оркестром (1980), концерт для оркестра «Метаморфозы» («Россиниана», 1981), каприс-концерт для валторны с оркестром (1986); для струнного оркестра: «Музыкальный момент» (с фортепьяно или органом, 1978), «Серенада» и «Пачанга» для дуэта цимбал и камерного оркестра (1981), «Крещендо» для валторны и камерного оркестра (1984); для оркестра народных инструментов — «Народные игры» (1973), «Протяжная, или Песня» (1975), «Бульба» (1975), «Частушка» (1976), «Бубенцы» (1977), «Крыжачок», «Юрочка» (1977), «На Купалье» (1980), «Раёк» (1983), фантазия «Ленок»(1985), для народного оркестра, хора и меццо-сопрано — Пятая симфония «Память земли» (1984), для баяна и народного оркестра — Концерт-поэма «Памяти Виктора Помозова» (1988).
- Камерно-инструментальные произведения: для струнного квартета — Пьеса (1965); для виолончели и фортепьяно — Соната (1967), пьеса «Пионерский поезд» (1982); для трубы и фортепьяно — «Куба, си!» (1984), для флейты и фортепьяно — Рондо (1966), Скерцо (1980); для валторны и фортепьяно — Рондо (1966), для фагота — Полифонический этюд, Остинато (1980), для гобоя — пьесы «Экзерсис», «Коломбино» (1980), для виолончели — триптих «Монолог», «Пьеса без смычка», «Полифоническая пьеса»(1980); для фортепьяно — Пять пьес (Шутка, Скерцино, Веселые игры, Старинный мотив, Лирическое интермеццо, 1971), цикл «Приношение детям» (Размышления, Балет, Сказка, Шутка, Мечтатели, Игра, Маски, Элегия, Финал, 1980), пьеса «Футбольное аллегро» (1987), «Ин-Ци» (2003), «Транскрипция по мотивам балета „Страсти“ А. Мдивани» И. Оловникова (2007), для цимбал и фортепьяно "Мотив «Бульбы» (1985), для ансамбля цимбалистов и фортепьяно — «Пастушок» (1978); для готово-выборного баяна — «Веснянка», «К кукушке» (1985).
- Вокальная музыка: Русь в огне (слова B. Соловьёва, 1965); концерты: «Прымхі» (Маладзік, Асінка, Краснае сонца, Натхненне, На гранай нядзелі, Чорны хмары, Цёмна ночка наступае, Стралецкая, Зайграю на дудцы, Вяснянка — слова народные, Тётки, В. Каратынского; «Северные цветы» (Цветок — слова В. Жуковского, Романс, Крик души, Чуждый чарам чёрный челн, Тени, Усталая нежность — слова К. Бальмонта, Смертный грех — слова Овидия, Песнь песней — слова из Библии, Ария — слова народные, 1974); для солистов и фортепьяно — камерные кантаты «Полусказка» (слова М. Танка, 1973), «Телефонная пьеса» (слова М. Танка, 1974); для голоса и фортепьяно — циклы «Исповедь» (Веска мая, Пісьмо сыну, Пількаўскі вецер, Споведзь — слова М. Танка, 1974), «Песні любові» (Званы, Перамены, Песні любові — слова Г. Аполлинера в переводе на белорусский язык Э. Огнецвет, 1978), «Четыре стихотворения Константина Случевского» (Здесь счастлив я, Перед великою толпою, Элегия, Вопрос, 1982); баллада «Откройся, сезам!» (слова C. Кирсанова, 1974), «Реквием» (слова А. Твардовского, 1980), «Воспоминание» (слова А. Ахматовой, 1984), «Цветочки розмарина» (слова Гонгоры, 1999), "Рассказ Франчески (слова Данте Алигьери, 1999); для хора и ансамбля цимбалистов: «З народных скарбаў»; хоры a cappella: Ой, гукнула сыраежка, Го-го-го каза, Ой, пушчу стралу, Как донской казак, Казачья песня, З народных скарбаў, Славное море, На моры — слова народные; Домік першага з’езду (слова В. Каризны), Помоги, Милосердный (слова Ф. Сологуба), Песнь (слова В. Брюсова), Прославление (слова Н. Языкова), Я — вольный ветер (слова К. Бальмонта), Колокольчики мои, или Простая песня (слова А. Толстого), Люблю грозу (слова Ф. Тютчева), На Руси (Уж как мы друзья) (слова Козьмы Пруткова), «О, дар небес благословенный» (слова А. Радищева), Viktor Rovdo (вокализ), «Господи, прости, помилуй…», «Христос есть наш Бог» (слова А. Курбского), «Кто это?» — слова из Библии; хоровая сюита «Песнь про зубра» — слова Н. Гусовского (1979), обработка для хора музыки А. Гурилёва «Внутренняя музыка» (вокализ); хоровые циклы «Снапочак» (Снапочак, Салавейка, Там, за садамі, Ой, сівы конь бяжыць, Вяснянка, Купаляле, Перад Пятром, Масленка, Ой, пара дамоў, пара, Пры Дунаечку, Гуселькі, 1976); «Вясельныя» (Маці Ганульку вучыла, Запалі, матка, свечку, Там на браду-браду, Як табе, зорачка?, Мамачка мая, 1976); «Вясельнае застолле» (Ой, пайду я замуж, Сіроцкая, Ля аконца, А мы ў ловы ездзілі, Наша Настачка, 1978) — слова народные; «Песни революции» (Гей, по дороге, Смело, товарищи, в ногу, Узник, Колодники, По долинам и по взгорьям) — слова А. Пушкина, А. Толстого, М. Родина (1977); литания «Русь святая» (Месяц, Радуница, Доброта, Меж тихих древ, Гой ты, Русь, Распев/Песнь) — слова С. Есенина (1980); «Янка Купала» (А хто там ідзе?, Галашэнне, Гарэлка, Вяснянка, На купалле, Усяночная), вокализ «Янка Купала», Завітаў Пятрок — слова Янки Купалы (1981); «Хоры на слова А. Луначарского» (Этот камень, По воле тиранов, Не жертвы, К сонму великих, Бессмертен павший, 1982); «Хоры на стихи М. Лермонтова» (Русская песня, Тростник, Два великана, Русалка, 1985); «Хоры на стихи А. Пушкина» (Анчар, Я жизнь люблю, Зимнее утро, Зимний вечер, Мой конь, Буря мглою, Друг сердечный, 1978—1984).
- Песни: Тополиная вьюга, Снежинки, Я по звездам шагаю к тебе, Ты где-то ходишь по земле, Колыбельная, Песня Золушки, Как земля ожидает рассвета, Песня о «раненой песне», Песня о Нильсе Боре, Светла и легка как ранняя осень, Песня про Буслика, Песня коменданта, Комсомольские песни 20-х годов, Не надо пламенных фраз, «Я — двойка», В давильне давят виноград.
- Прикладная музыка: к драматическим спектаклям, в том числе «Два веронца» У. Шекспира (1961), «Сверчок» Т. Кожушника, «Денис Давыдов» В. Соловьёва, «Оптимистическая трагедия» В. Вишневского (1967), «Гроза» А. Островского (1975), «Вовка на планете Ялмез», «Продолжение», «Шторм» В. Билль-Белоцерковского (1975), «Кто смеётся последним» Кондрата Крапивы, «Старый Новый год» В. Рощина (1974), к телеспектаклю «Пинская шляхта», к телефильму «Песнь про зубра», к радиоспектаклю «Дзяўчынка спачувалачка».

### Композиторская фильмография
- 1979 — «Красный велосипед» (режиссёр Юрий Оксанченко)[3].